# Museo diocesano Pio IX
Il museo Pio IX è il museo diocesano di Imola. È stato inaugurato il 27 maggio 1962. È il secondo museo ecclesiastico italiano per fondazione dopo il museo diocesano di Bergamo.

## Storia
Ideatore dell'istituzione fu monsignor Antonio Meluzzi (un ritratto, 1920-1997), che sentì per primo l'urgenza di conservare il vasto patrimonio storico-artistico della Diocesi di Imola. Sovrintendente al patrimonio artistico diocesano, nei primi anni dopo la fine della Seconda guerra mondiale si recò nelle chiese e nelle canoniche maggiormente danneggiate per mettere al sicuro i dipinti e gli arredi in esse contenute. Cercò anche di recuperare le opere d'arte nelle chiese non sufficientemente custodite o nelle parrocchie soppresse, salvandole così dall'abbandono. A lui si deve la prima raccolta di opere. Mons. Meluzzi fu anche il primo direttore del museo, dalla fondazione alla sua morte.
I locali del museo furono messi a disposizione dalla diocesi. Nel 1960 erano terminati i restauri del palazzo Vescovile (XII-XVIII secolo), che al piano nobile conserva gli appartamenti dei papi Pio VII e Pio IX (già vescovi di Imola), con le decorazioni e l'arredamento dell'epoca. I dipinti salvati da mons. Meluzzi trovarono alloggio negli appartamenti di Pio IX. Il museo e la pinacoteca diocesani dal 1962 trovarono una prima collocazione nelle sale dell'«appartamento rosso», nel salone d'onore e nella galleria. Caratteristica di questi ambienti è il pavimento originale in cotto, con ancora uno strato di sabbia sottostante. Il 27 maggio 1962 si celebrò l'inaugurazione ufficiale.
Le opere subirono un'importante opera di riordino e restauro nel corso dei primi anni novanta del XX secolo. Nell'aprile del 1992 il museo, completamente rinnovato, fu riaperto al pubblico. Dal 1999 l'attuale direzione ha posto nuovamente mano alle collezioni riordinandole, catalogandole e pubblicandole nel catalogo generale edito nel 2006.
Dal 2000 al 2016 il Museo diocesano ha ampliato la sua superficie espositiva attraverso il restauro complessivo delle sei sale dell'«appartamento verde», situato al piano nobile del palazzo vescovile: in esso trovano posto i tessuti liturgici (secoli XV-XIX), la collezione numismatico-filatelica (secoli IX-XXI), le opere d'arte sacra contemporanea e, dall'ottobre 2012, il nuovo percorso dedicato alle terrecotte devozionali (secoli XVIII-XIX). Le ultime due sale dell'appartamento sono state aperte al pubblico nel novembre 2016.
Nel 2018 è stato aperto al pubblico il secondo cortile del palazzo vescovile; qui è stata allestita la mostra permanente delle due fastose berline di gala settecentesche di proprietà della diocesi. Le due berline (una delle quali venne usata fino alla metà del XX secolo per il trasporto dell'immagine della Beata Vergine del Piratello in occasione delle rogazioni) sono state completamente restaurate. Affianca le carrozze una collezione di nove livree di epoca neoclassica, originalmente indossate dal personale di servizio nel palazzo vescovile. Lungo le pareti del cortile è stato allestito un lapidarium.

## Collezioni

### Le opere esposte
Fino al 2010 il museo era costituito da nove sale. Nel 2011 ne sono state aperte altre quattro, che ha portato il totale a tredici. Dal 2020 si estende su diciassette sale, per una superficie di circa 1000 m², ovvero tutti gli spazi al piano nobile del palazzo vescovile. Sono raccolte, ed esposte in permanenza, significative e preziose collezioni d'arte (dipinti, sculture, ceramiche, oreficerie, corali miniati, arredi, tessuti, monete, medaglie, ecc., per un totale di oltre 2000 pezzi) databili tra il IX e il XXI secolo. Tra le opere esposte vanno segnalate:
- due figure femminili, (XVI secolo), provenienti dalla cattedrale di San Cassiano;
- 19 corali miniati (XIV secolo), di Niccolò di Giacomo e Fra Giovanni da Ferrara;
- il reliquiario del velo della Madonna (1378); teca in rame sbalzato, cesellato e dorato (cm. 86 x 25);
- la Madonna col Bambino e il committente, dominus Petrus de Zizis, detta Madonna di Mazzolano, di Lorenzo o Paolo Veneziano (metà del XIV secolo);
- il reliquiario di San Sigismondo (1382); rame sbalzato, bulinato, argento inciso (cm 86x26);
- il reliquiario a vaso del beato Giovanni Tavelli, maiolica settecentesca della Fabbrica Ferniani di Faenza;
- un santo vescovo, affresco staccato di scuola bolognese (XIV secolo);
- una Madonna con Gesù Bambino e santi (1516), di Innocenzo da Imola;
- dipinti di Bernardino da Tossignano e Guidaccio da Imola (la loro presenza insieme alla tavola di Innocenzo da Imola fanno del museo un luogo importante per la conoscenza della pittura rinascimentale della Romagna occidentale);
- due carrozze (XVIII secolo) donate dal cardinale Barnaba Chiaramonti, vescovo di Imola (1785-1816) e poi papa Pio VII;
- un manufatto scultoreo composto da intrecci di rami di palma e mazzi di garofani rappresentante scene bibliche e lo stemma di papa Pio IX, manufatto raro del XIX secolo realizzato con l'antica tecnica dei "parmureli" di Bordighera;
- la plastica in terracotta raffigurante la Madonna in gloria tra i santi Cassiano e Crisologo, opera dei faentini Giovanbattista e Francesco Ballanti Graziani (1821-1822).

### La sala dell'arte sacra moderna
La terza delle quattro sale che compongono l'«appartamento verde» è dedicata all'arte sacra moderna. Vi sono conservati:
- numerosi dipinti dell'artista imolese Anacleto Margotti, donati nel 1978 al vescovo di Imola Luigi Dardani;
- una selezione delle opere moderne di proprietà della Diocesi. Tra gli autori: Corazza, Della Volpe, Biancini, Sartelli e Manfrini;
- una donazione dell'artista bolognese Luigi Enzo Mattei di quattro sue opere, tra cui spicca il modello in terracotta a grandezza naturale della Porta Santa della basilica di Santa Maria Maggiore in Roma (cm 395x240x40). Acquisita nel 2006, la donazione è stata arricchita nel 2012 (50º anno dalla fondazione del museo) con l'originale in terracotta del Corpo dell'«Uomo della Sindone» (1999), opera unica sempre di Mattei.

Nel museo è conservato un prezioso organo Traeri del 1671, restaurato. L'organo proviene dalla chiesa di Santa Maria della Pianta, situata nella campagna di Toscanella di Dozza.